# Convexana rufa
Convexana rufa är en insektsart som beskrevs av Li 1994. Convexana rufa ingår i släktet Convexana och familjen dvärgstritar. Inga underarter finns listade i Catalogue of Life.